# Thiên Lộc
Thiên Lộc là một xã thuộc huyện Can Lộc, tỉnh Hà Tĩnh, Việt Nam.

## Vị trí địa lý
Vị trí địa lý ở vào khoảng 18 độ 27’20” đến 18 độ 33’10” vĩ độ bắc và 105 độ 44’30” đến 105 độ 47’30” kinh đông.
- Phía bắc giáp xã Cổ đạm, huyện Nghi Xuân.
- Phía tây giáp xã Vượng Lộc, huyện Can Lộc.
- Phía tây bắc giáp phường Đậu Liêu, Thị xã Hồng Lĩnh.
- Phía đông giáp xã Thuần Thiện, huyện Can Lộc.
- Phía Nam giáp Thị trấn Nghèn.

## Lịch sử
Thời nhà Nguyễn, địa bàn xã Thiên Lộc thuộc tổng Nội ngoại, huyện Can Lộc, phủ Đức Thọ, tỉnh Hà Tĩnh; Tổng Nội ngoại được chia thành xã Quảng Khuyến, xã Ngoại Thiên Lộc, xã Hữu Thiên Lộc, phường Thượng Trụ, phường Võng Nhi, vạn Hoàng Kim.
Sau năm 1945, Bãi bỏ tổng Nội Ngoại và chia thành 2 xã là: Hồng Nam và Thiên Lộc.
Năm 1949, Thiên Lộc được sáp nhập cùng xã Hồng Nam và xã Hồng Phúc để thành lập xã Thiên Phúc.
Năm 1954, giải thể xã Thiên Phúc, tái lập xã Thiên Lộc và xã Phúc Lộc. Xã Thiên Lộc lúc ấy có 18 xóm, nằm trong 2 hợp tác xã Quyết Tiến (9 xóm) và Quyết Thắng (9 xóm).
Xem thêm chi tiết: Lịch sử hành chính Hà Tĩnh

### Huyện lỵ huyện Can Lộc xưa
Cuối thế kỷ XIX đầu thế kỷ XX huyện lỵ Can Lộc từ thôn Phổ Hợp xã Phù Minh (nay là xã Thiên Lộc) dời về làng Đông Huề, xã Thổ Vượng nhưng sau trận lụt lớn năm 1917 nước ngập huyện đường sâu hơn 01 mét nên sau đó huyện lỵ Can Lộc lại chuyển lên làng Khiêm Ích, tổng Nga Khê nay thuộc thị trấn Đồng Lộc.

## Địa lý
Xã Thiên Lộc có diện tích 33,23 km².
Dân số năm 1912 (toàn tổng Nội Ngoại) là: 6.833 người.
Dân số năm 1999 là 7.206 người, mật độ dân số đạt 217 người/km².

## Di tích, Danh thắng
Trên địa bàn xã có 4 di tích lịch sử văn hoá được xếp hạng Quốc gia, gồm:
- Di tích lịch sử văn hóa bến đò Thượng trụ
- Di tích danh nhân văn trạng nguyên Bạch Liêu một trong những người đậu Trạng nguyên đầu tiên vào năm 1236
- Di tích lịch sử văn hoá và danh thắng Chùa Hương Tích
- Di tích lịch sử văn hoá Võ Liêm Sơn - chí sỹ yêu nước, thời hậu Cần Vương.